# Gorée i dependències
La colònia de Gorée i dependències fou un territori colonial francès dirigit per la Divisió Naval de la Costa Occidental d'Àfrica. D'aquesta divisió van dependre diversos establiments francesos a la costa africana occidental del 1839 al 1854, incloent l'illa de Gorée. Entre 1843 i 1854 hi va haver subgovernadors particulars pels diversos establiments (Gorée-Senegal, Guinea-Rius del Sud, Costa d'Or formada per Costa de Marfil-Dahomey i Gabon)
El 1854 Guinea i Gorée foren separades del govern del Senegal i incloses en un govern anomenat Gorée i dependències (que incloïa Gorée, els Establiments dels Rius del Sud, els Establiments Francesos de la Costa d'Or i l'establiments Francesos del Gabon) encarregat a la divisió naval que va passar a tenir centre a Gorée. El 26 de febrer de 1859 l'illa de Gorée va ser reintegrada al Senegal, i la colònia va desaparèixer, però totes les "dependències" van seguir administrades per la divisió naval, que ara va establir la seva seu a Gabon. El 1860 les dependències foren reorganitzades i es van formar els territoris de Rius del Sud, i la colònia de Costa d'Ivori-Gabon amb els sub-territoris dels Establiments Francesos de Costa d'Ivori i del Territori del Gabon. La divisió naval va restar encarregada de l'administració general (incloent els Establiments Francesos del Golf de Benin) fins al 1886.

## Governadors de la divisió naval de la costa occidental d'Àfrica

### Amb seu a Saint Louis del Senegal
- Louis Édouard Bouët (1844, Louis Édouard Bouët-Willaumez) 1839-1845
- Jean-Baptiste Montagniès de la Roque 1845-1848
- Auguste Laurent François Baudin 1848
- Louis Édouard Bouët-Willaumez (segona vegada) 1848-1850
- Charles Penaud 1850-1851
- Auguste Laurent François Baudin (segona vegada) 1851-1854

### Amb seu a Gorée
- Jérôme Félix Monléon 1854-1856
- Auguste Léopold Protet 1856-1859
- Auguste Bosse 1859-1861

### Amb seu al Gabon
- Octave François Charles, baron Didelot 1861-1863
- André Émile Léon Laffon de Ladébat 1863-1866
- Alphonse Jean René, vicomte Fleuriot de Langle 1866-1868
- Alexandre François Dauriac 1868-1869
- Victor Auguste, baron Duperré 1869-1870
- Siméon Bourgeois 1870-1872
- Antoine Louis Marie Le Couriault de Quillio 1872-1874
- Charles Henri Jules Panon du Hazier 1874-1875
- Amédée Louis Ribourt 1875-1877
- François Hippolyte Allemand 1877-1879
- Bernard Ernest Mottez 1879-1881
- Louis Antoine Richild, baron Grivel 1881-1883
- Jules Marie Armand Cavelier de Cuverville 1884-1886